# Primera Expedición Antártica Chilena
La Primera expedición antártica chilena, también conocida como primera campaña antártica chilena (18 de enero al 26 de marzo de 1947) tuvo como fin la reclamación territorial chilena e investigación científica, permitiendo la ocupación ininterrumpida del Territorio Antártico Chileno hasta el día de hoy, según el gobierno chileno.
Sus principales objetivos fueron:
- Reafirmación de soberanía de Chile en la Antártica, y la delimitación del Territorio Chileno Antártico mediante el Decreto n.º 1747.[7]
- Reconocimiento y estudio en el denominado Territorio Chileno Antártico, dejando marcas y señales demostrativas de la soberanía chilena.
- Instalación de la primera base antártica chilena.

## Antecedentes
6 de noviembre de 1940, Chile, mediante el Decreto Supremo n.º 1747, realiza la declaración de delimitación del Territorio Chileno Antártico, indicando que:

La Antártica Chilena, o Territorio Chileno Antártico, se compone de todas las tierras, islas, islotes, arrecifes, glaciares y así sucesivamente, conocidos o por descubrir, así como el mar territorial respectivo, existentes dentro de los límites de la capa de hielo de los meridianos de 53 grados de longitud oeste de Greenwich y 90 grados de longitud oeste de Greenwich”.

Ya terminada la Segunda Guerra Mundial, debido a los excedentes de guerra de las potencias que participaron en ella, la Armada de Chile realizó una renovación de buques. Entre estos se encoraban la fragata Iquique y el transporte Angamos, ambos adquiridos en 1946.
El 4 de noviembre de 1946 asumió la Presidencia de Chile Gabriel González Videla. Dentro de las primeras medidas de su gobierno estuvo la de hacer efectivo un plan que se trabajaba desde 1906, pero que por diversos motivos no había podido realizarse: Una expedición a la Antártica, que diera por resultado el establecimiento de una estación o base chilena permanente en ese continente.

## La expedición

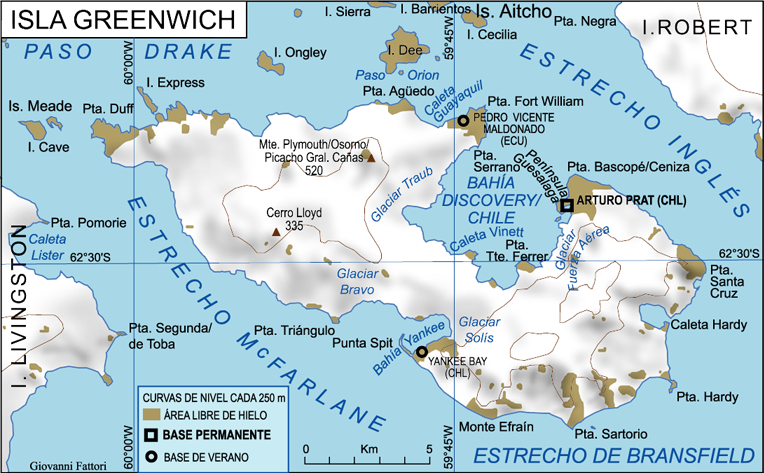
Mapa de la isla Greenwich, lugar de instalación de la primera base antártica chilena

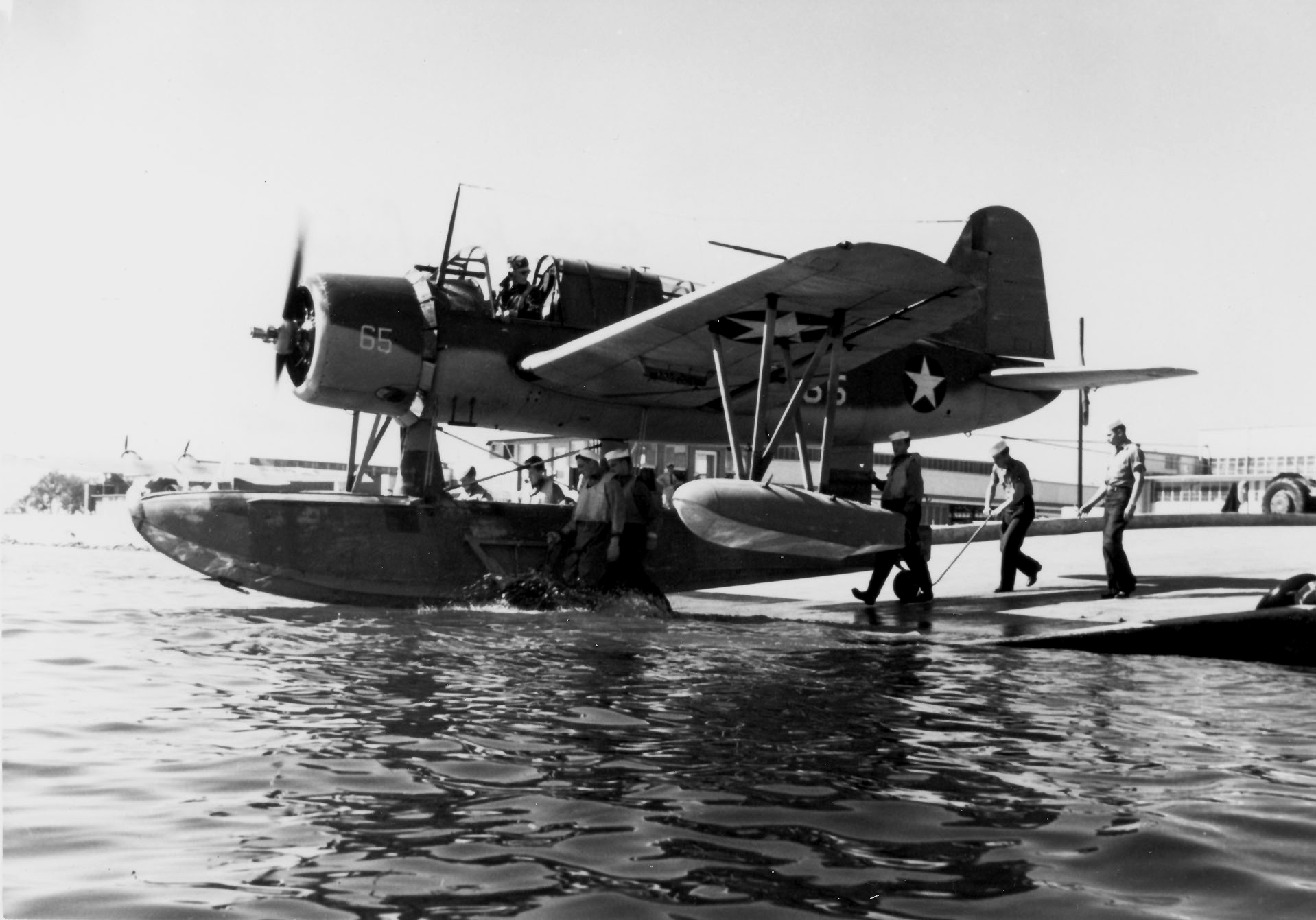
Hidroavión Vought OS2U Kingfisher, similar al utilizado por el Teniente Primero Arturo Parodi Alister durante el primer vuelo antártico chileno

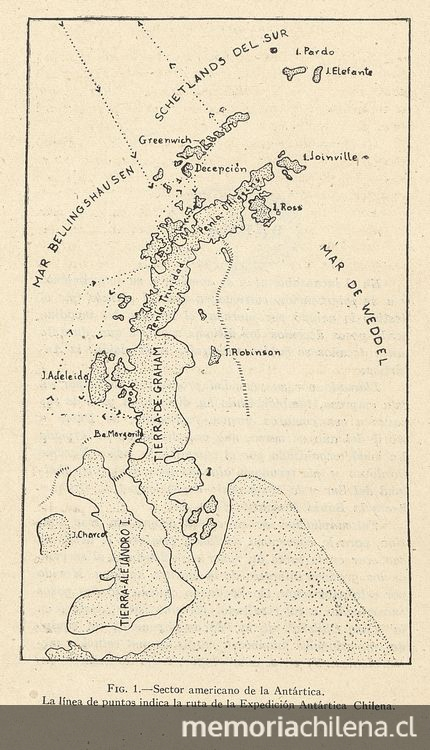
Ruta Primera Expedición Antártica Chilena, mapa de Guillermo Mann, 1948.

La Primera Expedición Antártica Chilena fue liderada por el Comodoro Capitán de navío Federico Guesalaga Toro, designado "Comodoro de la Flotilla Antártica" por el Decreto Supremo N°2162 del 17 de diciembre de 1947. La flotilla estuvo integrada por la fragata Iquique, al mando del Capitán de fragata  Ernesto González Navarrete y el transporte Angamos, a cargo del Capitán de Fragata Gabriel Rojas Parker (buque Insignia de la expedición). Dentro del equipo expedicionario se encontraba personal de la Armada de Chile, Ejército de Chile, Fuerza Aérea de Chile, representantes del Ministerio de Relaciones Exteriores (Óscar Pinochet de la Barra), cineastas (Hernán Correa), escritores (Francisco Coloane, Miguel Serrano Fernández, Oscar Vila Labra, Eugenio Orrego Vicuña, Enrique Bunster, etc.), periodistas, historiadores, meteorólogos, naturalistas (Carlos Oliver Schneider, Guillermo Mann, Humberto Barrera), biólogos marinos (Parmenio Yáñez Andrade), fotógrafos (Hans Helfritz), y tres representantes de la Armada argentina.
La fragata Iquique zarpó desde Valparaíso el 8 de enero de 1947, recalando brevemente en Punta Arenas, se dirigió a las islas Shetland del Sur, llegando el 20 de enero. Al objeto de encontrar un lugar apropiado para instalar la primera estación meteorológica y radiotelegráfica permanente de Chile en la Antártica, lo más al sur posible.
El 20 de enero la fragata recaló en las islas Shetland del Sur El 27 de enero se eligió la Bahía Discovery o Chile de la isla Greenwich e inmediatamente comenzaron los trabajos de construcción. El día 6 de febrero de 1947, el Comodoro Guesalga inaugura la primera base antártica chilenaː "Estación Meteorológica y Radiotelegráfica Soberanía" (posteriormente rebautizada como Base Naval Capitán Arturo Prat).

Toca ahora a vosotros, marinos de Chile, por una de esas veleidades afortunadas con que el destino suele favorecer, dar cima en el hecho a la inspiración de Dios y de los hombres, permitiéndonos enclavar aquí nuestro pabellón y entonar nuestro himno patrio con la unción más profunda y el propósito más firme de que mientras haya un buque en la mar, en cuya popa flamee nuestra bandera, no habrá más que un sólo Chile, de Arica a la Antártica. 

Comodoro Federico Guesalaga Toro (6 de febrero de 1947)

El 12 de febrero el transporte Angamos recala en la Isla Greenwich. Este buque llevó a bordo las comisiones civiles, del ejército y de la fuerza aérea, las que se unieron a los trabajos del personal de la fragata Iquique en la base antártica.
El 15 de febrero, el Teniente Primero Arturo Parodi Alister, piloteando un hidroavión Vought OS2U Kingfisher (N.º 308) embarcada en el transporte Angamos, realizó el primer vuelo antártico chileno.
El 16 de febrero la fragata Iquique recaló en la Isla Charcot e Isla Alejandro I (al oeste de la península Antártica), alcanzando los 70°S, el sur más lejano de la expedición. Luego de esto regresa a la base antártica en Isla Greenwich, para posteriormente encaminar al norte, hacia Cabo de Hornos.
La madrugada del 7 de marzo se cruzaba el círculo polar antártico.
El 22 de marzo el Angamos abandona la base antártica, dejando una dotación de 6 marinos. Luego de instalar un faro en la Isla Robert, regresa a Punta Arenas y dando por terminada la expedición luego de 49 días de travesía.

### Estudios científicos
El equipo de geología se encontraba encabezado por el Naturalista Carlos Oliver Schneider de la Universidad de Concepción. Su objetivo fue apoyar la teoría que señala que las montañas antárticas corresponden a una continuación de la Cordillera de los Andes, denominándose por tanto Antartandes. El profesor Humberto Barrera, de la Universidad de Chile, efectuó observaciones sobre las características glaciológicas en las Shetland del Sur y en la Península Antártica.
El equipo de biología marina se encontraba encabezado por el Doctor Parmenio Yáñez Andrade de la Universidad de Chile. Se realizó estudios de algas marinas Chlorophyceae y Phaeophyceae provenientes de Isla Greenwich, Isla Desolación y Bahía Margarita, lo que permitió descubrir nuevas especies de estas.
El Doctor Guillermo Mann, del Departamento de Parasitología del Ministerio de Agricultura de Chile, realizó estudios sobre especies de la fauna antártica y parasitología. Toda la información que recolectó sirvió de base para que escribiera en 1948 el libro Biología de la Antártica Sudamericana, uno de los primeros trabajos en castellano sobre ecológica en ese continente.

## Primera base antártica chilena

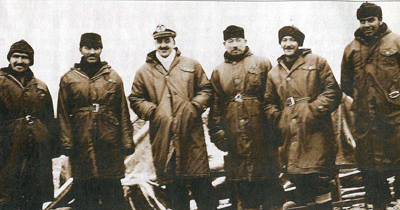
Primera dotación de la Base Soberanía (marzo 1947 - enero 1948)

El día 6 de febrero de 1947, en la Bahía Discovery o Chile de la isla Greenwich, se inaugura la primera base antártica chilena: Estación Meteorológica y Radiotelegráfica Soberanía, actualmente Base Capitán Arturo Prat.
La primera dotación de voluntarios la base estuvo conformada por:
| Rango                                                | Función                |
| ---------------------------------------------------- | ---------------------- |
| Teniente Primero Boris Ratimir Oleg Kopaitic O´Neill | Jefe de la base        |
| Suboficial Luis Armando Coloma Rojas                 | Enfermero              |
| Sargento Carlos Rivera Tenorio                       | Radiotelegrafista      |
| Cabo Carlos Arriagada                                | Radiotelegrafista      |
| Cabo Aguedo Gutiérrez Sanhueza                       | Guardia de mar - Apoyo |
| Marinero Luis Segundo Paredes Uribe                  | Marinero cocinero      |

Esta dotación quedó en el continente antártico entre marzo y diciembre de 1947.